# Шашково (Любимский район)
Шашково — деревня в Любимском районе Ярославской области.
С точки зрения административно-территориального устройства входит в состав Воскресенского сельского округа. С точки зрения муниципального устройства входит в состав Воскресенского сельского поселения.

## История
До революции относилась к Ескинской волости Любимского уезда Ярославской губернии.

## Население
В 2002 году население составило 10 чел. (русские 100 %), в 2007 году — 9 чел., в 2010 году — 12 чел.

## Транспорт
До железнодорожной станции Жарок-Ярославский — примерно 1 км.